# Epideira
Epideira is een geslacht van weekdieren uit de klasse van de Gastropoda (slakken).

## Soorten
- Epideira gabensis Hedley, 1922
- Epideira jaffaensis (Verco, 1909)
- Epideira striata (Gray, 1826)